# Abborragölen (Ronneby socken, Blekinge, 624023-147060)
Abborragölen är en sjö i Ronneby kommun i Blekinge och ingår i Nättrabyån-Ronnebyåns kustområde. Sjön är 11 meter djup, har en yta på 0,013 kvadratkilometer och är belägen 67 meter över havet.